# 横山和成
横山 和成（よこやま かずなり、1959年3月25日 - ）は、日本の農学者。学位は農学博士（北海道大学）。株式会社DGCテクノロジー・チーフリサーチャー。NPO生活者のための食の安心協議会代表

## 概要
和歌山市出身。
2015年12月11日、研究にかかわった豊かな土（土壌微生物の多様性）の評価方法（活性値）を使い『第1回世界土壌微生物オリンピック』結果発表会を開催。「緑提灯」応援隊。

## 研究
植物病理、土壌微生物の研究者。

## 経歴
- 1959年（昭和34年）3月25日、和歌山県和歌山市出身。
- 1977年（昭和52年） 和歌山県立星林高等学校を卒業。
- 1987年（昭和62年） 北海道大学大学院農学研究科を修了(農学博士）。
  - 帯広畜産大学畜産学部助手。
- 1989年（平成元年） 米国コーネル大学農学・生命科学部およびボイストンプソン植物科学研究所・米国国立疾病対策センター（CDC）客員研究員。
- 1991年（平成3年） 農林水産省農業環境技術研究所主任研究官。
- 1999年（平成11年） 北海道農業試験場主任研究官。
  - ノルウェー国立ベルゲン大学・米国ミシガン州立大学微生物生態研究センター客員研究員。
- 2001年（平成13年） アルゼンチン農牧技術院生物研究所客員研究員[9]。
- 2004年（平成16年） NPO法人生活者のための食の安心協議会設立（代表理事）
- 2005年（平成17年） 北海道総合通信局テレコム懇談会会長表彰を受賞。
- 2009年（平成21年） 独立行政法人農業・食品産業技術総合研究機構中央農業総合研究センター生産支援システム研究チーム長[10]。
- 2012年（平成24年） 独立行政法人・農業・食品産業技術総合研究機構中央農業総合研究センター上席研究員[11][12]。
- 2015年（平成27年） 4月1日、尚美学園大学尚美総合芸術センター 副センター長に就任[13][14]。
  - 12月11日、『第1回世界土壌微生物オリンピック』を開催[15][16][17][18][19][20][21]。
  - 里山ルネッサンス・インスティテュート（SRI）設立準備室を開設[22]。
- 2016年（平成28年）4月1日、株式会社DGCテクノロジー・チーフリサーチャーに就任[23]。

## 著作
- 単著『図解でよくわかる土壌微生物のきほん 土の中のしくみから、土づくり、家庭菜園での利用法まで』誠文堂新光社 ISBN 9784416715642（2015年7月7日）
- 単著『食は国家なり! 日本の農業を強くする5つのシナリオ 』アスキー・メディアワークス ISBN 9784048686136 （2010年5月7日）